# Jerzy Madaliński
Jerzy Madaliński (Madaleński) herbu Laryssa (zm. w 1654 roku) – podwojewodzi przemyski w latach 1648–1650, podczaszy wieluński w latach 1652–1654, wojski większy żydaczowski w latach 1649–1651.